# Eugeniusz Janota
Eugeniusz Janota (ur. 31 października 1823 w Kętach, zm. 17 października 1878 we Lwowie) – polski animator ruchu turystycznego, germanista, taternik, przyrodnik, badacz folkloru góralskiego, duchowny katolicki, obrońca praw zwierząt.

## Życiorys
Studiował filozofię i teologię w Tarnowie, gdzie w roku 1847 otrzymał święcenia kapłańskie. W latach 1847–1848 był wikariuszem w Żywcu. W 1849 został dopuszczony do przewodu doktorskiego na Uniwersytecie Jagiellońskim, gdzie 3 listopada 1860 r. uzyskał doktorat na podstawie pracy Przewodnik w wycieczkach na Babią Górę, do Tatr i Pienin (jest to pierwszy polski przewodnik tatrzański). W latach 1850–1852 uczył w szkole średniej w Cieszynie, a od 1852 roku był nauczycielem w gimnazjum św. Anny w Krakowie, gdzie uczył niemieckiego, polskiego, historii i geografii, początkowo będąc także katechetą w młodszych klasach.
Po raz pierwszy w Tatrach Janota był w roku 1846. Od roku 1856 corocznie organizował wyjazdy z młodzieżą w Tatry. Był jednym ze współzałożycieli Towarzystwa Tatrzańskiego i jednym z głównych autorów jego statutu. Współuczestniczył w pierwszych wejściach m.in. na Świnicę (1867), Wołoszyn, Kozi Wierch (1867), przełęcz Szpara i Granaty (1866). W wyprawach często towarzyszył mu wychowanek Bronisław Gustawicz, późniejszy krajoznawca i przyrodnik. W niektórych wejściach istotną rolę odegrał przewodnik Maciej Sieczka.
Jednym z uczniów Janoty, zasłużonym później dla polskiej turystyki, był Walery Eljasz-Radzikowski. Janota w bardzo istotnym zakresie pomagał Eljaszowi przy pierwszym wydaniu jego przewodnika. Czytał i poprawiał każdy nowo napisany rozdział książki, uzupełniał i dopisywał całe akapity. Był też autorem ostatnich fragmentów tatrzańskiej części przewodnika, traktującej o ochronie zwierząt w górach.
W 1866 roku na łamach „Kłosów” Janota opublikował artykuł pt. Przewodnicy zakopiańscy, zilustrowany rysunkami Walerego Eljasza. Jako jeden z pierwszych podjął w tym artykule problem przewodnictwa tatrzańskiego, dzieląc się z czytelnikami przemyśleniami i zdobytymi doświadczeniami związanymi z tą kwestią, m.in. zwracając uwagę, że ...nie każdy Zakopianin, a w ogóle nie każdy Podhalanin, czy to z naszéj, czy to po węgierskiéj stronie, jest dobrym przewodnikiem. W artykule tym
zaprezentował również Janota sylwetki zakopiańskich przewodników, którzy jego zdaniem zasługiwali na największy szacunek i rekomendację, a byli to: wspomniany Maciej Sieczka, Szymon Tatar i Jędrzej Wala.

### Ochrona zwierząt
Wraz z doktorem Maksymilianem Nowickim, profesorem zoologii na uniwersytecie Jagiellońskim w Krakowie, zaangażował się w ochronę "zwierząt halnych" w Tatrach – kozic oraz świstaków tatrzańskich. Przeprowadzili wspólnie akcję uświadamiającą wśród miejscowych górali i udało im się część z owych "polowacy" przekonać do swojej akcji, dzięki czemu niektórzy z nich zaangażowali się w ochronę tych dwóch zagrożonych gatunków. Byli twórcami ustawy sejmowej z 19 lipca 1868 roku o ochronie tych zwierząt w Tatrach. Po jej wprowadzeniu obaj inicjatorzy utrzymywali z własnych środków finansowych straż, która dbała o to, aby te przepisy były przestrzegane. Janota był także założycielem oraz pierwszym prezesem Galicyjskiego Towarzystwa Ochrony Zwierząt.

### Działalność naukowa
Oprócz działalności popularyzującej turystykę zajmował się również badaniami naukowymi. Wykonywał pomiary barometryczne na szczytach gór tatrzańskich, a także mierzył zasięgi występowania krzewów i drzew na różnych wysokościach. Pisał również monografie różnych gatunków zwierząt występujących w Tatrach. W 1871 r. wygrał konkurs na kierownika katedry języka i literatury niemieckiej na Uniwersytecie Lwowskim, gdzie mianowano go profesorem zwyczajnym. Takie stanowisko zdobył jako jedyny Polak w ówczesnej Galicji. Wykładał na uniwersytecie język oraz literaturę niemiecką, a także pisał podręczniki na ten temat.
Jako pierwszy badał muzykę ludową Podhala. Działał także w Komisji Fizjograficznej Towarzystwa Naukowego Krakowskiego, której podarował własnoręcznie zebrany zielnik złożony z tysiąca kilkuset roślin wraz z opisem. Był także członkiem Towarzystwa Archeologicznego we Lwowie, członkiem Krajowej Rady Szkolnej oraz kilku innych organizacji. Członek korespondent Galicyjskiego Towarzystwa Gospodarskiego (1868-1878). Członek założyciel Polskiego Towarzystwa Przyrodników im. Kopernika (1873).

## Działalność literacka
Współpracował z wieloma czasopismami polskimi '„Przyrodnikiem”', '„Szkołą”' oraz '„Kosmosem”'. Założył także własne pt. Miesięcznik galicyjskiego Towarzystwa Ochrony Zwierząt, które sam redagował.
Był autorem wielu dzieł z dziedziny historii, biologii oraz geografii. Zapisał się w historii polskiej turystyki także jako jeden z pierwszych autorów nowoczesnych przewodników turystycznych w języku polskim – m.in. należy tu wydany 1860 w Krakowie nakładem Juliusza Wildta Przewodnik w wycieczkach na Babią Górę, do Tatr i Pienin, jak również Bardyjów. Historyczno-topograficzny opis miasta i okolicy, przedrukowany z oryginału jeszcze w roku 1991. Napisał następujące dzieła:
- Historyczno-topograficzna wiadomość o wodach lekarskich bardyowskich, 1858[7]
- Wiadomość historyczna i jeograficzna o Żywieccczyźnie, 1859[8]
- Przewodnik w wycieczkach na Babią Górę, do Tatr i Pienin, 1860
- Bardyjów. Historyczno-topograficzny opis miasta i okolicy[9]
- O potrzebie ochraniania zwierząt pożytecznych, 1866
- Gramatyka języka niemieckiego, 1865[10]